# Droga krajowa 59
Die Droga krajowa 59 (kurz DK59, pol. für ,Nationalstraße 59‘ bzw. ,Landesstraße 59‘) ist eine Landesstraße in Polen. Sie führt von Giżycko in südwestlicher Richtung über Mrągowo bis Rozogi. Die Gesamtlänge beträgt 93,3 km.

## Geschichte
Nach der Neuordnung des polnischen Straßennetzes im Jahr 1985 wurde dem Abschnitt des heutigen Straßenverlaufes von Giżycko bis Mrągowo die Landesstraße 608 und dem Abschnitt zwischen Mrągowo und Rozogi die Landesstraße 602 zugeordnet. Mit der Reform der Nummerierung vom 9. Mai 2001 wurden aus den beiden Abschnitten die neue Landesstraße 59.
Der Teilabschnitt Giżycko–Ryn–Mrągowo verläuft auf der Trasse der einstigen deutschen Reichsstraße 140.

## Ortschaften entlang der Strecke
- Giżycko (Lötzen)
- Wilkasy (Willkassen/Wolfsee)
- Wilkaski (Gut Wolfsee)
- Szczybały Giżyckie (Sczyballen, Ksp. Rydzewen/Schönballen)
- Skop (Skoppen/Reichenstein)
- Tros (Trossen)
- Bachorza (Wiesenthal)
- Canki (Waldhof)
- Ryn (Rhein)
- Sądry (Zondern)
- Mierzejewo (Mnierczeiewen/Mertenau)
- Zalec (Salza)
- Muntowo (Muntowen/Muntau)
- Młynowo ((Ober) Mühlenthal)
- Mrągowo (Sensburg)
- Nikutowo (Niekuten)
- Piecki (Peitschendorf)
- Nawiady (Aweyden)
- Mojtyny (Moythienen)
- Stare Kiełbonki (Alt Kelbonken/Altkelbunken)
- Spychowo (Puppen)
- Szklarnia (Adamsverdruß)
- Kokoszki (Kokosken/Kleinlindengrund)
- Lipniak (Lipniak/Lindenheim)
- Rozogi (Friedrichshof)